# Mirka Gruden-Luznik
Mirka Gruden-Luznik slovenska sokolska delavka, * 4. maj 1903, Nabrežina, † (?).

## Življenje in delo
Rodila se je v družini trgovca Ivana Gruden (Martinčevega) in gospodinje Justine Gruden. Med 1. svetovno vojno se je preselila v Celje in se tu 1921. včlanila v društvo Sokol. Čez štiri leta je postala društvena načelnica. Ker je delo dobro opravljala, ji je bilo v letih 1930−1935 zaupano vodenje sokolske organizacije celjske župe. Bila je tudi načelnica v voditeljskem zboru (1931-1938) in do leta 1940, ko se je poročila z inž. Luznikom, načelnica prednjaškega zbora. Po poroki se je odselila v Srbijo.
Bila je zelo komunikativna oseba, ki je ves svoj prosti čas posvečala sokolski organizaciji in v njej dosegala lepe in vidne uspehe ženskih oddelkov v celjskem društvu in celjski župi. Organizacijske članke je objavljala v Vestniku Sokolske župe Celje.